# キラリ☆ふくしま
『キラリ☆ふくしま』は、テレビユー福島で放送されていた情報番組である。

## 概要
東日本大震災発生から約半年後の2011年10月に番組がスタート。2013年初めごろまでは震災からの復興をテーマにした回が多かった。
番組のスタンスとして福島の良さを伝えるという点は一貫して変わらない。
スタジオトークや自社制作朝の情報番組の拡大版、県内及び海外ロケ、ドキュメンタリーなど幅広いジャンルの番組が放送されている。
2015年7月（第47回）の放送で番組開始から続いていた月1回の放送が終了。
2016年7月（第48回）に約1年ぶりに放送。その後は不定期での放送になっていた。

## 出演者
放送回によって異なっていた。

## スタッフ
- 製作著作:テレビユー福島